# (2944) Peyo
(2944) Peyo es un asteroide perteneciente al cinturón de asteroides, descubierto el 31 de agosto de 1935 por Karl Wilhelm Reinmuth desde el Observatorio de Heidelberg-Königstuhl, Alemania.

## Designación y nombre
Designado provisionalmente como 1935 QF. Fue nombrado Peyo en honor al belga Peyo dibujante de viñetas.